# کنیسه جامع تل آویو

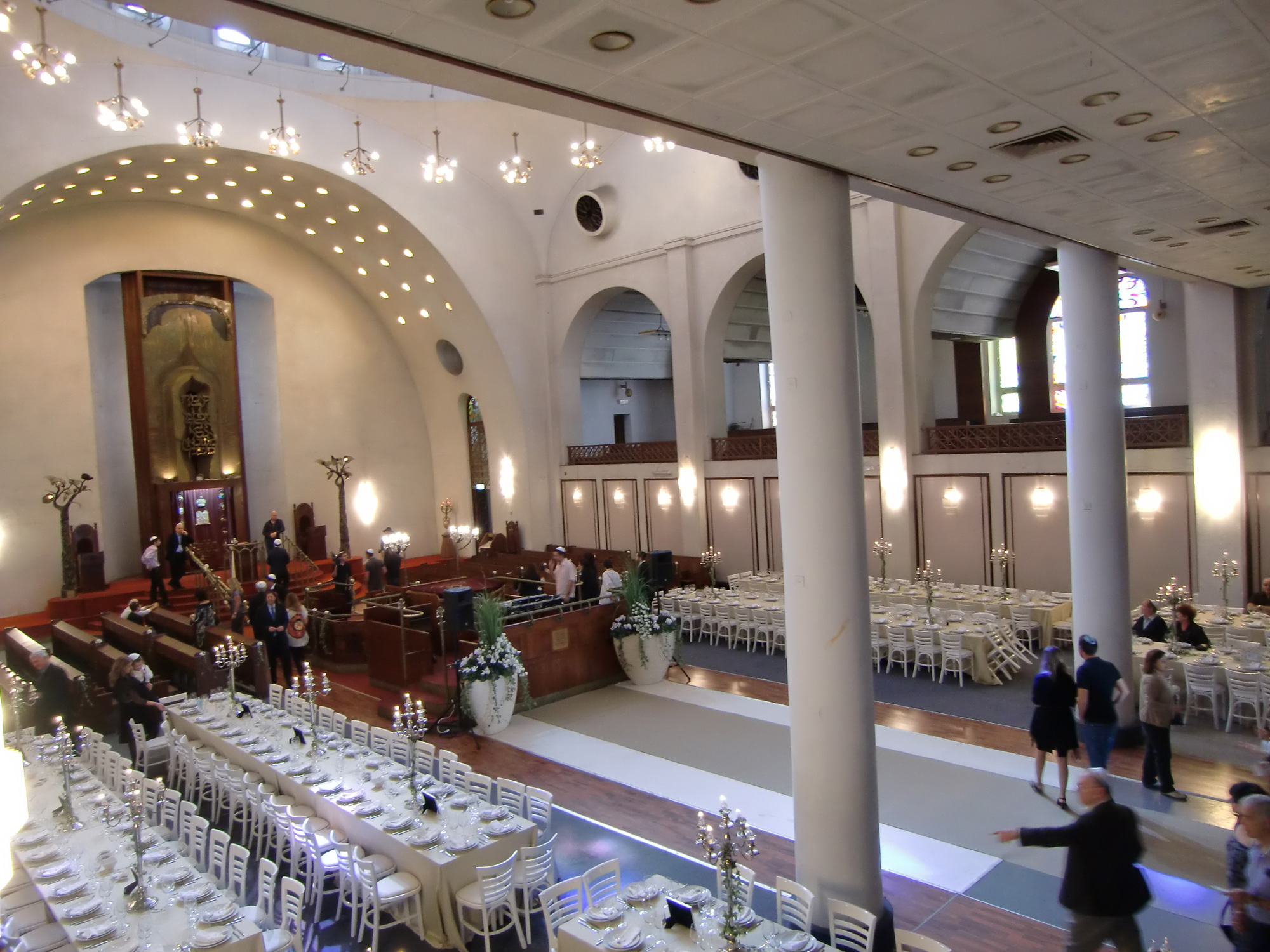
فضای داخلی کنیسه جامع تل آویو

کنیسه جامع (عبری: בית הכנסת הגדול) اصلی‌ترین کنیسه تل آویو است که در دههٔ ۱۹۳۰، توسط یهودا ماگیدوویچ، معمار مشهور اسرائیلی در خیابان آلنبی ساخته شد.
ساخت کنیسه جامع تل آویو با کمک سخاوتمندانه والتر روتشیلد، در سال ۱۹۲۶ عملی شد.